# Trachichthys australis
Trachichthys australis – gatunek ryby z rodziny gardłoszowatych, jedyny przedstawiciel rodzaju Trachichthys.